# Николаев, Сергей Георгиевич
Сергей Георгиевич Николаев (род. 28 марта 1953, Ростов-на-Дону) — российский учёный-лингвист, переводчик, филолог, доктор филологических наук, профессор Южного федерального университета

## Биография
В 1975 г. окончил факультет иностранных языков Ростовского государственного педагогического института (английский и немецкий языки). В 1986 г. защитил кандидатскую диссертацию на тему «Двойные контактные повторы с асемантизированными сегментами (на материале современного русского языка)» по специальности 10.02.01 — русский язык. С 1987 г. работает в Южном федеральном университете (бывш. Ростовском государственном университете). С ноября 2004 г. заведует кафедрой английской филологии факультета филологии и журналистики ЮФУ (с 2012 г. — Института филологии, журналистики и межкультурной коммуникации ЮФУ). В 2006 г. защитил докторскую диссертацию «Феноменология билингвизма в творчестве русских поэтов» по специальностям 10.02.19 — теория языка, 10.02.01 — русский язык.
В настоящее время читает лекционные курсы: лексикология и стилистика современного английского языка; современная английская лексикография; основы теории билингвальной коммуникации. Направления научных исследований: контрастивная лингвистика, теория перевода, теория языковых и речевых экспрессивных средств, лингвистика поэтического текста. Занимается активной разработкой теории билингвизма, в частности, ввёл понятие «лингвистическая (языковая) реалия» и терминологическую номинацию «билингвема», под которой понимается «минимальная внеуровневая единица выражения, чьё присутствие делает речь, художественную в том числе, двуязычной, то есть билингвизирует её». Автор более 180 работ, опубликованных в местной, центральной и зарубежной печати. Основные результаты научной деятельности отражены в двухчастной монографии «Феноменология билингвизма в творчестве русских поэтов» (2005, 2006). Под руководством профессора Николаева защищено 12 кандидатских диссертаций, при его консультировании - 2 докторские диссертации.
Является членом редколлегии журналов «Вестник Пятигорского государственного университета», "Научная мысль Кавказа".
Состоит в двух советах по защите диссертаций на соискание учёной степени кандидата, доктора филологических наук: в совете, созданном на базе Южного федерального университета (ЮФУ801.03.06), и совете при Донецком государственном университете (Д 01.021.06).

## Основные научные работы

### Монографии
- Феноменология билингвизма в творчестве русских поэтов. Часть I: Теоретические основы изучения иноязычия в поэзии. — Ростов н/Д, «Старые русские», 2004. — ISBN 5-901377-20-6
- Феноменология билингвизма в творчестве русских поэтов. Часть II: Онтологические, корреляционные и функциональные характеристики иноязычия в поэзии. — Ростов н/Д, «Старые русские», 2005. — 295 с. — ISBN 5-901377-12-5
- Взаимодействие религиозно-церковного стиля со смежными сферами: онтология и экспрессология : монография / С. Г. Николаев, Ю. С. Карагодская; Южный федеральный университет. — Ростов-на-Дону; Таганрог: Изд-во ЮФУ, 2022. — 152 с. ISBN 978-5-9275-3906-2 DOI 10.18522/801287830
- Межъязыковая интерференция в современном англо-испанском лингва франка (Spanglish): монография / Э. Э Саркисов, С. Г. Николаев; Южный федеральный университет. – Ростов-на-Дону; Таганрог: Издательство Южного федерального университета, 2023. – 150 с. ISBN 978-5-9275-4423-3.

### Статьи
- Русская идиоматика как элемент поэтического языка Иосифа Бродского (стилистический аспект). К 60-летию со дня рождения поэта // Известия высших учебных заведений. Северо-Кавказский регион. Обществ. науки. 2000. № 2. — С. 113—120 Архивная копия от 25 ноября 2012 на Wayback Machine
- Poor Results in Foreign > Native Translation: Reasons and Ways of Avoidance // Translation Journal. Volume 4, No 4. October 2000 Архивная копия от 26 февраля 2013 на Wayback Machine
- The Importance Of Knowing Your Local Vernacular // Translation Journal. Volume 5, No 1. January 2001 Архивная копия от 21 апреля 2013 на Wayback Machine
- Двуязычие и поэтическое творчество: к постановке проблемы в лингвистике // Многоязычие как элемент культурного наследия. Материалы междунар. конференции. — Ростов н/Д, РГУ, 2001. — 83-87
- «Поединок титанов», или О сочетании буквализма и вольности в одном поэтическом переводе // Australian Slavonic and East European Studies. Volume 15, Ns 1-2. 2001. — P. 39-55 Архивная копия от 4 марта 2016 на Wayback Machine
- О «конгениальности перевода оригиналу» по Иосифу Бродскому // Поэтика Иосифа Бродского: Сборник научных трудов. Тверь, Твер. гос. ун-т, 2003. — С. 47-63
- Билингвизм социальный, профессиональный, творческий: снятие противоречий // Научная мысль Кавказа. 2004, № 2. — С. 20-31
- Иноязычный элемент поэтического текста как сложный знак-образ // Язык и межкультурная коммуникация: проблемы и перспективы. Выпуск 2. Ростов н/Д, Изд-во СКНЦ ВШ, 2004. — С. 49-57
- Иноязычие как метакомпонент художественного текста (к вопросу о билингвеме в поэзии) // Филологический вестник Ростовского государственного университета. 2004, № 3. — С. 28-33 Архивная копия от 25 ноября 2012 на Wayback Machine
- Иноязычный эпиграф как сложный семантический знак-текст (на материале русской поэзии) // Язык. Текст. Дискурс: Межвузовский научный альманах. Вып. 2. — Ставрополь, ПГЛУ: Пятигорск, 2004. — С. 38-51
- О силе, движущей вечным пером // Ковчег. Литературно-художественный журнал. — Ростов н/Д, 2005, № VII. — С. 210—214 Архивная копия от 25 ноября 2012 на Wayback Machine
- Иноязычие как метакомпонент стихотворных текстов Иосифа Бродского (к вопросу о билингвеме в поэзии) // Иосиф Бродский: Стратегии чтения. Мат-лы междунар. научн. конф. 2-4 сент. 2004 г. в Москве. — М.: Изд-во Ипполитова, 2005. — С. 103—112
- Иноязычный псевдоним в русской поэзии: смысл, назначение, функции // Научная мысль Кавказа. 2005, № 3. — С. 35-41 Архивная копия от 25 ноября 2012 на Wayback Machine
- Эвфемизация художественного текста посредством неадаптированного иноязычия // Язык. Текст. Дискурс: Межвузовский научный альманах. Вып. 3. — Ставрополь: Изд-во ПГЛУ, 2005. — С. 266—274
- Межсистемная цитата как средство создания изобразительности в поэтическом высказывании // Вестник Пятигорского государственного лингвистического университета. 2006, № 1. — С. 99-103 Архивная копия от 25 ноября 2012 на Wayback Machine
- Иноязычие как элемент художественного текста: функция установления/прерывания контакта // Литература в диалоге культур — 4. Материалы международной научной конференции. — Ростов н/Д, РГУ, 2006. — С. 263—269
- Hidden Native>Foreign Translation as an Inherent Problem within the Language Acqui-sition Practices // Язык в контексте социально-правовых отношений современной России: Материалы Международной научно-практич. конференции 22 марта 2006 г. — Ростов н/Д, 2006. — РГЭУ «РИНХ», С. 250—255
- Имя реального лица в составе стихотворного текста: к специфике смыслов, функций, форм // Вестник Пятигорского государственного лингвистического университета. 2007, № 1-2. — С. 70-74
- Роль и место переводчика в условиях современной межкультурной коммуникации: к статусу «второго творца» художественного текста // Языковая система и речевая деятельность: лингвокультурологический и прагматический аспекты. Вып. II. Мат-лы междунар. науч. конференции. — Ростов н/Д, НМЦ «Логос», 2007. — С. 240—247
- Роль и смысл топонима-послетекста в русской эмигрантской поэзии (на примере стихов И. Бродского) // Язык. Текст. Дискурс: Научный альманах Ставропольского отделения РАЛК. Вып. 5. — Ставрополь: Изд-во ПГЛУ, 2007. — С. 125—136
- Русский поэт Иосиф Бродский как автор английского стихотворного текста: наброски к портрету творца // Известия Южного федерального университета. Филологические науки. 2008, № 3. — С. 64-82
- В кафе «Триест» с Иосифом Бродским, или Путешествие по скрытым смыслам одного английского текста // Toronto Slavic Quarterly. No 27, February 2009 Архивная копия от 4 марта 2016 на Wayback Machine
- Anent Translating Proper Names In Belles-Lettres Texts: The Problem Revisited // Creative Innovations & Innovative Creations. Pyatigorsk State Linguistic University Bulletin. International Version. 2009, No. 1. — pp. 51–53
- К правомерности понятия «зрительная рифма» в русском стихосложении // Язык. Дискурс. Текст: V Международная научная конференция, посв. юбилею проф. Г. Ф. Гавриловой: Труды и материалы. Ч. I / Пединститут ЮФУ. — Ростов н/Д: Изд-во «АкадемЛит», 2010. — С. 239—243
- Epitaph For A Centaur Иосифа Бродского: динамика поэтического текста как ключ к интерпретации смыслов // Пристальное прочтение Бродского: Сб. статей. — Ростов н/НМЦ «Логос», 2010. — С. 64-74
- Исследователь-гуманитарий как специалист и билингв: к постановке проблемы в лингвистике // Когнитивная парадигма языкового сознания в современной лингвистике: Материалы международной научной конференции. 13-14 окт. 2011 г. — Майкоп, Изд-во АГУ, 2011. — С. 155—158
- Бродский — переводчик Набокова (об одном опыте русско-английского поэтического переложения) // Иосиф Бродский: проблемы поэтики: сб. науч. тр. и материалов. — М.: Новое лит. обозрение, 2012. — С. 277—290
- Когнитивные и прагмастилистические основания введения иноязычия в художественный текст (на примере контактоустанавливающей функции билингвем) // Российский журнал исследований билингвизма. — 2021. — Теоретические и прикладные аспекты исследования билингвизма в фокусе научных дискуссий. C. 24-33. https://bilingualism.ru/s271291870016826-4-1/
- Жив ли по-прежнему текст, или Апология автономного поэтического высказывания (на примере стихотворения И. Бродского «Она надевает чулки, и наступает осень…») // Известия Смоленского государственного университета. 2022, № 1 (57). С. 17-33. DOI 10.35785/2072-9464-2022-57-1-17-33
- Эволюционная динамика концепта ВОДА в русской поэзии XVIII-XX вв. // Научная мысль Кавказа. 2023, № 3. – С. 78-89. DOI 10.18522/2072-0181-2023-115-78-89
- Поэтический дискурс как вневременной диалог творцов: «Равноденствие» Мандельштама и «Единственные дни» Пастернака // Terra Linguistica. 2025. Т. 16. № 1. С. 47–60. DOI: 10.18721/JHSS.16104[4]